# عزل وقائي
يشير العزل الوقائي أو العزل العكسي إلى الممارسات المستخدمة لحماية الأشخاص المعرضين للإصابة بالعدوى. عندما يتعرض الأشخاص الذين يعانون من ضعف في جهاز المناعة للكائنات الحية، فقد يؤدي ذلك إلى الإصابة بالعدوى ومضاعفات خطيرة. يتم ممارستها أحيانًا في المرضى الذين يعانون من حروق شديدة وسرطان الدم، أو الذين يخضعون للعلاج الكيميائي. عندما يتم ممارسة العزل العكسي في غرف ذات تدفق هواء أو غرف مفلترة بمرشحات هواء الجسيمات عالية الكفاءة (HEPA)، كان هناك تحسن في معدلات البقاء على قيد الحياة للمرضى الذين يتلقون طعوم نخاع العظم أو الخلايا الجذعية.

## الاحتياطات
عندما يكون الشخص في عزل وقائي، يجب تنظيف الغرفة وتهويتها بشكل صحيح، وأن يكون الأثاث الضروري فقط موجودًا في الغرفة. كما يجب توفير منتجات نظافة اليدين مثل معقم اليدين والصابون والمناشف الورقية والقفازات. يجب على موظفي المستشفى والزوار استخدام الملابس والمعدات الواقية أثناء زيارة الشخص الخاضع للعزل الوقائي. كما يجب أن يكون عدد الزوار محدودًا ويجب ألا يقوم المرضى بزيارة الشخص الذي يخضع للعزل الوقائي. يتم استخدام معدات طبية مخصصة للمريض، وفي الحالات التي يجب فيها مشاركة المعدات، يتم تنظيفها باستخدام مطهر.

## تأثيرات
أظهرت دراسة صغيرة أن الأطفال الذين نشأوا في ظل العزل الوقائي أظهروا نشاطًا ذاتيًا أقل، بما في ذلك المهارات الحركية والمهارات المعرفية القائمة على الحركة.